# Trisetella abbreviata
Trisetella abbreviata är en orkidéart som beskrevs av Carlyle August Luer. Trisetella abbreviata ingår i släktet Trisetella och familjen orkidéer. Inga underarter finns listade i Catalogue of Life.